# Alta atmosfera
L'alta atmosfera, o eterosfera [comp. di etero- e -sfera di atmosfera], è la parte più alta (distante dal suolo terrestre) dell'atmosfera terrestre, che è convenzionalmente suddivisa in due parti, assieme alla bassa atmosfera. L'alta atmosfera si estende da circa 80 km di altezza, ovvero dalla mesopausa, fino alla zona in cui l'atmosfera si confonde con il mezzo interplanetario; ed è suddivisa a sua volta in termosfera (fino a ~ 550-600 km) ed esosfera (da ~ 600 a 10 000 km), separate dalla termopausa (~ 550-690 km).
È costituita da gas molto rarefatti in cui la composizione varia con la quota a causa di processi fisico-chimici (dissociazione e ricombinazione in/di ioni, fotoionizzazione, ecc.), stabilendo una stratificazione a seconda della densità dei gas.